# Shrewsbury and Atcham
Shrewsbury and Atcham was tot 2009 een Engels district in het graafschap Shropshire en telde 95.850 inwoners. De oppervlakte bedraagt 601,6 km².
Van de bevolking is 17,2% ouder dan 65 jaar. De werkloosheid bedraagt 2,4% van de beroepsbevolking (cijfers volkstelling 2001).

## Plaatsen in district Shrewsbury and Atcham
- Atcham
- Bayston Hill
- Bomere Heath
- Condover
- Cressage
- Ford
- Minsterley
- Nesscliffe
- Pontesbury
- Shrewsbury
- Uffington
- Westbury
- Wroxeter